# Ngunguru (fleuve)
Le fleuve Ngunguru  (en anglais : Ngunguru River) est un cours d’eau de la région du Northland de l’Île du Nord de la Nouvelle-Zélande.

## Géographie
Il s’écoule initialement vers le sud-ouest avant de tourner vers l’est pour s’épandre dans un estuaire large, qui se vide dans la baie  de ‘Ngunguru Bay’ vers le nord-ouest de la ville de Whangarei. La ville de Ngunguru siège sur la rive nord de l’estuaire à son ouverture sur la baie.